# 三連霸魔咒
三連霸魔咒指的是中華職棒締造三連霸王朝的隊伍，第四年不但無法連霸、無法取得半季冠軍，甚至同時發生重大事件重挫該球隊甚至整個中華職棒聯盟。

## 簡介
自1990年中華職棒成立以來至今（2020年），共出現過五次三連霸，其中兄弟象就達成兩度三連霸，味全龍、統一7-ELEVEn獅及Lamigo桃猿各達成一次。

### 兄弟象首度三連霸
兄弟象先後於1992年、1993年、1994年拿下中華職棒總冠軍，成為中華職棒第一支締造三連霸的球隊。但兄弟象三連霸後，中華職棒的觀眾平均人數卻連年下降，到了1996年更是掉到4,548人，是當時中華職棒開打以來最低人數，同年還發生了中華職棒聯盟首度簽賭案件「黑鷹事件」，其中兄弟象陳義信、洪一中、李文傳、陳逸松、吳復連等五名球員遭到黑道挾持，1996年當時還被評為職棒開打七年以來最混亂的一年，而這些都還沒算上1997年台灣大聯盟成立。

### 味全龍三連霸
味全龍繼1990年後於1997年拿下冠軍，接著在後續兩年的1998年及1999年接連奪冠，從而締造三連霸，打下「味全王朝」。但因中華職棒與1996年成立的台灣大聯盟之間惡鬥多年，加上味全企業於1998年被魏應充的頂新集團併購，以及1999年的921大地震等不利因素下，讓味全虧損嚴重，味全龍於1999年（職棒十年）球季結束後依循時報鷹案例提出自動停權一年，但不為聯盟所接受，導致球隊解散。原本趙藤雄所屬的遠雄集團有意接手龍隊，但聯盟以龍隊解散為由，要求遠雄必須支付一億兩千萬加盟金。使得龍隊復活計畫告吹。徐生明總教練帶領部分球員轉投台灣大聯盟，另一部分球員在聯盟均衡戰力考量下轉入興農牛，曾一度留給龍迷對味全紅浪的無限追憶。

### 兄弟象第二度三連霸
兄弟象於2001年、2002年、2003年間再度締造三連霸，2004年儘管戰績依然前段班，但沒能贏得季冠軍，無法挑戰4連霸。
2005年再度爆發史稱黑熊事件的職棒簽賭案，從La new熊捕手陳昭穎比賽前無預警被檢調人員帶走開始，先後有投手戴龍水、內野手林建宏、外野手許堯淵、投手許志華等人被約談，後來陳昭穎與戴龍水皆於2008年2月27日被判處六個月有期徒刑，得易科罰金，而林建宏於前一年獲緩起訴處分，許堯淵、許志華等人則獲不起訴處分。本事件導致各隊開始自清運動，只要被交保的球員皆遭到母球隊無條件釋出。許多球員開始伸冤，甚至外傳檢調單位以不承認就交保的做法威脅球員，許多球員仍堅持自己的清白，但也因此遭到球團解約的處分。

### 統一7-ELEVEn獅三連霸
統一7-ELEVEn獅雖在2006年慘遭La New熊剃光頭，不過2007年靠著該年無敵的洋投費古洛「147特攻」領軍打滿七場終於擊倒強敵暴力熊，並隨後在2008年、2009年連續2年都在打滿七場的血戰後擊敗兄弟象，締造隊史首度三連霸。
不過，統一獅締造王朝的這三年，全都爆發假球案。2007年黑鯨事件，2008年黑米事件，來到2009年10月26日，也就是統一獅締造王朝的隔天，卻爆發「黑象事件」(假象事件)，假球案連環爆導致中華職棒聯盟形象一度盪到谷底。
儘管統一獅並未受到假球案牽連，不過2010年球季還是為霸業付出代價。傷兵潮影響不僅無緣4連霸，更中斷了連續6年打進季後賽的紀錄。
所幸統一獅在這一年的墊底換來狀元籤選入陳鏞基，之後再度靠著穩定的投手陣容奮起，2011、2012都是以上半季冠軍之姿和下半季冠軍Lamigo桃猿交手並各獲得1次總冠軍，2013年更以直落4橫掃奪冠大熱門義大犀牛。雖然三連霸之路年年都有假球陰霾，不過8年7次打進台灣大賽5座總冠軍，也算是三連霸魔咒之中後續受傷最為輕微的球隊。

### Lamigo桃猿三連霸
從高雄搬遷到桃園，從熊變成猿猴，不變的還是暴力打線，Lamigo桃猿靠著傲人的進攻火力，9年7度打進台灣大賽6座總冠軍，其中又以2017年、2018年、2019年締造連續5次季冠軍與三連霸最令人咋舌。
但在衝擊三連霸的2019年，Lamigo集團因大環境不景氣選擇開啟轉賣，並於9月完成與日本樂天株式會社的轉賣協議。
2020年，中職因全球爆發新冠肺炎（COVID-19）疫情影響，聯盟決議開幕戰從3月14日延後至4月12日，並採取關門比賽，直至5月8日才首度開放1000名觀眾進場。樂天入主後的桃猿於該年上半季遭到中信兄弟逆轉痛失季冠軍，下半季也在4隊混戰中率先脫隊，意圖「以退為進」將中信兄弟拱上包辦上下半季冠軍的策略也沒成功，在季末隨著統一獅拿下下半季冠軍的同時，桃猿隊挑戰四連霸的機會也宣告夢碎。

## 外部連結
- 三連霸魔咒在台灣棒球維基館上的頁面（繁體中文）
- 中華職棒大聯盟全球資訊網中介紹的各隊沿革（页面存档备份，存于）